# Sytuacja prawna i społeczna osób LGBT w Ameryce Środkowej i na Karaibach

## Prawo wobec kontaktów homoseksualnych
Kontakty homoseksualne są legalne w większości państw Ameryki Środkowej. Jako pierwszy (w 1899 roku) zalegalizował je Honduras.

## Ochrona prawna przed dyskryminacją
Całkowity zakaz dyskryminacji ze względu na orientację seksualną obowiązuje jedynie na Kubie. Dyskryminacja w niektórych strefach życia zakazana jest w Kostaryce, Salwadorze, Gwatemali, Nikaragui, Brytyjskich Wyspach Dziewiczych, Gwadelupie, Martynice, Portoryko i Wyspach Dziewiczych Stanów Zjednoczonych.
Geje nie są wykluczeni ze służby wojskowej z powodu swojej orientacji seksualnej w Salwadorze, Anguilli (terytorium zależne Wielkiej Brytanii), Arubie (terytorium zależne Holandii), Bahamach, Brytyjskich Wyspach Dziewiczych, Kajmanach, Kubie, Gwadelupie (terytorium zależne Francji), Martynice (terytorium zależne Francji), Montserrat, Portoryko, Turks i Caicos oraz Wyspach Dziewiczych Stanów Zjednoczonych.

## Uznanie związków tej samej płci
Małżeństwa osób tej samej płci
Małżeństwa osób tej samej płci są legalne jedynie na Kubie, natomiast Aruba uznaje małżeństwa osób tej samej płci zawarte w Holandii.
Związki partnerskie
Związki partnerskie mogą być zawierane na Gwadelupie i Martynice, gdyż są to terytoria zależne Francji.
Plany legalizacji związków partnerskich są również na Kubie. W 2008 r. zapowiedziała to Mariela Castro (córka kubańskiego przywódcy, Raula Castro) – dyrektorka Narodowego Ośrodka Edukacji Seksualnej (CENESEX).

## Sytuacja prawna osóbLGBTw poszczególnych krajach Ameryki Środkowej i Karaibów

### Ameryka Środkowa
| Prawa osób LGBT w: | Kontakty homoseksualne                                                              | Rejestrowane związki partnerskie | Małżeństwa jednopłciowe | Prawa adopcyjne dla par jednopłciowych | Geje mogą służyć w armii | Prawo antydyskryminacyjne (ze względu na orientację seksualną) | Możliwość zmiany płci |
| ------------------ | ----------------------------------------------------------------------------------- | -------------------------------- | ----------------------- | -------------------------------------- | ------------------------ | -------------------------------------------------------------- | --------------------- |
| Belize             | Męskie nielegalne od 2003 r. (kara: do 10 lat pozbawienia wolności) Żeńskie legalne | No                               | No                      | No                                     | No                       | No                                                             | No                    |
| Gwatemala          | [ 1 ]                                                                               | No                               | No                      | No                                     | Brak danych              | Zakaz dyskryminacji w niektórych sferach życia                 | No                    |
| Honduras           | Legalne od 1899 r.                                                                  | No                               | Konstytucyjny zakaz     | Konstytucyjny zakaz                    | No                       | No                                                             | Brak danych           |
| Kostaryka          | Legalne od 1971 r.                                                                  | No                               | No                      | No                                     | Brak danych              | Zakaz dyskryminacji w niektórych sferach życia                 | Brak danych           |
| Nikaragua          | Legalne od 2008 r.                                                                  | No                               | No                      | No                                     | Brak danych              | Zakaz dyskryminacji w niektórych sferach życia                 | Brak danych           |
| Panama             | Legalne od 2008 r.                                                                  | No                               | No                      | No                                     | No                       | Zakaz dyskryminacji w niektórych sferach życia                 | Brak danych           |
| Salwador           | [ 1 ]                                                                               | No                               | No                      | No                                     | Yes                      | Zakaz dyskryminacji w niektórych sferach życia                 | No                    |

### Karaiby
| Prawa osób LGBT w:                                            | Kontakty homoseksualne | Rejestrowane związki partnerskie                                                                | Małżeństwa jednopłciowe                                                                                               | Prawa adopcyjne dla par jednopłciowych | Geje mogą służyć w armii | Prawo antydyskryminacyjne (ze względu na orientację seksualną) | Możliwość zmiany płci                          |
| ------------------------------------------------------------- | --- | ----------------------------------------------------------------------------------------------- | --- | -------------------------------------- | ------------------------ | --- | ---------------------------------------------- |
| Anguilla                                                      | Legalne od 2000 r. | No                                                                                              | No | No                                     | Yes                      | No | No                                             |
| Antigua i Barbuda                                             | Nielegalne (kara: do 15 lat pozbawienia wolności) | No                                                                                              | No | No                                     | No                       | No | No                                             |
| Aruba                                                         | [ 1 ] | Uznawane są związki partnerskie zawarte w Holandii                                              | Uznawane są małżeństwa osób tej samej płci zawarte w Holandii                                                         | No                                     | Yes                      | No | No                                             |
| Bahamy                                                        | Legalne od 1991 r. (jednak wiek osób legalnie dopuszczających się kontaktów homo- i heteroseksualnych nie jest równy)                                                | No                                                                                              | No | No                                     | Yes                      | No | No                                             |
| Barbados                                                      | W grudniu 2022 roku Sąd Najwyższy Barbadosu orzekł, że kolonialne prawo, zakazujące stosunków seksualnych między osobami tej samej płci jest niezgodne z konstytucją | W 2020 roku rząd zapowiedział wprowadzenie jakiejś formy zarejestrowania związku jednopłciowego | W 2020 roku rząd zapowiedział przeprowadzenie referendum, dotyczącego legalizacji zawierania małżeństw jednopłciowych | No                                     | No                       | W 2020 roku parlament uchwalił zakaz dyskryminacji ze względu na orientację seksualną w obszarze zatrudnienia. W 2022 roku Sąd Najwyższy Barbadosu orzekł, że wszelkie formy dyskryminacji ze względu na orientację seksualną są niezgodne z konstytucją. | No                                             |
| Brytyjskie Wyspy Dziewicze                                    | Legalne od 2000 r. | No                                                                                              | No | No                                     | Yes                      | Zakaz dyskryminacji w niektórych sferach życia | No                                             |
| Dominika                                                      | Nielegalne (kara: do 10 lat pozbawienia wolności) | No                                                                                              | No | No                                     | No                       | No | No                                             |
| Dominikana                                                    | [ 1 ] | No                                                                                              | Konstytucyjny zakaz                                                                                                   | No                                     | No                       | No | No                                             |
| Grenada                                                       | Męskie nielegalne (kara: do 10 lat pozbawienia wolności) Żeńskie legalne                                                                                             | No                                                                                              | No | No                                     | No                       | No | No                                             |
| Gwadelupa (terytorium zależne Francji)                        | Legalne od 1791 r. | Pacte civil de solidarité od 1999 r.                                                            | Yes | Yes                                    | Yes                      | Zakaz dyskryminacji w niektórych sferach życia | Brak danych                                    |
| Haiti                                                         | Legalne od 1986 r. | No                                                                                              | No | No                                     | No                       | No | No                                             |
| Jamajka                                                       | Męskie nielegalne (kara: do 10 lat ciężkich robót) Żeńskie legalne                                                                                                   | No                                                                                              | No | No                                     | No                       | No | No                                             |
| Kajmany                                                       | Legalne od 2000 r. | No                                                                                              | No | Brak danych                            | Yes                      | Brak danych | No                                             |
| Kuba                                                          | Legalne od 1979 r. | Yes                                                                                             | Yes | Yes                                    | Yes                      | Całkowity zakaz dyskryminacji ze względu na orientację seksualną | Od 2010 r. rząd refunduje operacje zmiany płci |
| Martynika (terytorium zależne Francji)                        | Legalne od 1791 r. | Pacte civil de solidarité od 1999 r.                                                            | Yes | Yes                                    | Yes                      | Zakaz dyskryminacji w niektórych sferach życia | Brak danych                                    |
| Montserrat                                                    | Legalne od 2000 r. | No                                                                                              | No | No                                     | Yes                      | No | Brak danych                                    |
| Portoryko                                                     | Legalne od 2003 r. | No                                                                                              | No | No                                     | Od 2011 r.               | Zakaz dyskryminacji w niektórych sferach życia | Brak danych                                    |
| Saint Kitts i Nevis                                           | Męskie nielegalne (kara: do 10 lat pozbawienia wolności) Żeńskie legalne                                                                                             | No                                                                                              | No | No                                     | No                       | No | No                                             |
| Saint Lucia                                                   | Męskie nielegalne (kara: grzywna i/lub do 10 lat pozbawienia wolności) Żeńskie legalne                                                                               | No                                                                                              | No | No                                     | No                       | No | No                                             |
| Saint Vincent i Grenadyny                                     | Nielegalne (kara: grzywna i/lub do 10 lat pozbawienia wolności) | No                                                                                              | No | No                                     | No                       | No | No                                             |
| Trynidad i Tobago                                             | Nielegalne (kara: do 25 lat pozbawienia wolności) | No                                                                                              | No | No                                     | No                       | No | No                                             |
| Turks i Caicos (terytorium zależne Wielkiej Brytanii)         | Legalne od 2000 r. | No                                                                                              | No | No                                     | Yes                      | No | No                                             |
| Wyspy Dziewicze Stanów Zjednoczonych (terytorium zależne USA) | Legalne od 1984 r. | No                                                                                              | No | No                                     | Od 2011 r.               | Zakaz dyskryminacji w niektórych sferach życia | Brak danych                                    |

## Życie osóbLGBTw Ameryce Środkowej i na Karaibach
Sytuacja osób homo- i transseksualnych w Ameryce Środkowej i na Karaibach jest zła. Większość społeczeństw jest nietolerancyjnych wobec mniejszości seksualnych, w niektórych krajach kontakty homoseksualne uznawane są za przestępstwo.